# Cá bò đá
Cá bò đá (tên khoa học Pseudobalistes naufragium) là loài cá cá nóc gai lớn nhất. Loài này có ở các ám tiêu và trên đáy cát ở đông Thái Bình Dương từ Baja California (México) đến Chile. Loài này có thể dài đến 1 mét (3,3 ft) nhưng thông thường chỉ có chiều dài một nửa con số đó.